# Groupe de NGC 4185
Le groupe de NGC 4185 comprend au moins 13 galaxies situées dans la constellation de la Chevelure de Bérénice. La distance moyenne entre ce groupe et la Voie lactée est d'environ 61,5 Mpc (∼201 millions d'al). 

## Membres
Le tableau ci-dessous liste dans l'ordre les 13 galaxies du groupe indiquées dans l'article de A.M. Garcia paru en 1993.
Dans un article publié en 1998, Abraham Mahtessian mentionne aussi l'existence de ce groupe, mais les cinq dernières galaxies de la liste de Garcia n'y sont pas.
| Nom         | Class.      | Type           | α (J2000.0)   | δ (J2000.0) | Vitesse radiale (km/s) | m                    | Distance (Mpc) | Diamètre (kal) |
| ----------- | ----------- | -------------- | ------------- | ----------- | ---------------------- | -------------------- | -------------- | -------------- |
| NGC 4131    | SB0-a,      | Spirale        | 12h 08m 47.3s | 24° 18′ 17″ | 3710 ± 2               | 13,3                 | 59,0 ± 4,1     | 123            |
| NGC 4134    | Sb          | Spirale        | 12h 09m 10.0s | 29° 10′ 37″ | 3822 ± 2               | 12,8                 | 60,6 ± 4,3     | 119            |
| NGC 4169    | S0          | Lenticulaire   | 12h 12m 18.8s | 29° 10′ 46″ | 3811 ± 9               | 12,2                 | 60,5 ± 4,2     | 107            |
| NGC 4174    | S0          | Lenticulaire   | 12h 12m 26.9s | 29° 08′ 57″ | 4026 ± 2               | 13,4                 | 63,6 ± 4,5     | 42             |
| NGC 4175    | Sbc         | Spirale        | 12h 12m 31.0s | 29° 10′ 06″ | 3936 ± 4               | 13,3                 | 62,3 ± 4,4     | 72             |
| NGC 4185    | Sbc         | Spirale        | 12h 13m 22.2s | 28° 30′ 40″ | 3888 ± 4               | 12,1                 | 61,6 ± 4,3     | 177            |
| NGC 4196    | S0          | Lenticulaire   | 12h 14m 29.7s | 28° 25′ 24″ | 3946 ± 2               | 12,8                 | 62,5 ± 4,4     | 94             |
| NGC 4253    | (R')SB(s)a? | Spirale barrée | 12h 18m 26.5s | 29° 48′ 46″ | 3862 ± 15              | 13,1                 | 61,2 ± 4,3     | 73             |
| NGC 4132    | Sab         | Spirale        | 12h 09m 01.4s | 29° 15′ 00″ | 3998 ± 2               | 14,0                 | 63,2 ± 4,4     | 79             |
| MCG 5-29-24 | SBb         | Spirale barrée | 12h 09m 09.6s | 29° 16′ 25″ | 3857 ± 1               | 15,124 asinh         | 61,2 ± 4,3     | 58             |
| MCG 5-29-35 | Sc          | Spirale        | 12h 12m 24.3s | 28° 49′ 02″ | 3886 ± 2               | 13,1                 | 61,6 ± 4,3     | 59             |
| UGC 7221    | Sc          | Spirale        | 12h 13m 13.8s | 28° 50′ 09″ | 3806 ± 5               | 14,0                 | 60,4 ± 4,2     | 91             |
| UGC 7294    | Scd         | Spirale        | 12h 16m 32.2s | 29° 49′ 21″ | 3896 ± 24              | 14,957 ± 0,013 asinh | 61,5 ± 4,3     | 72             |

Le site DeepskyLog permet de trouver aisément les constellations des galaxies mentionnées dans ce tableau ou si elles ne s'y trouvent pas, l'outil du site constellation permet de le faire à l'aide des coordonnées de la galaxie. Sauf indication contraire, les données proviennent du site NASA/IPAC.